# Helicoverpa hawaiiensis
Helicoverpa hawaiiensis är en fjärilsart som beskrevs av Quaintance och Charles Thomas Brues 1905. Helicoverpa hawaiiensis ingår i släktet Helicoverpa och familjen nattflyn. Inga underarter finns listade i Catalogue of Life.